# 東條昭平
東條 昭平（とうじょう しょうへい、本名・東条 庄兵＝読み同じ、1939年12月5日 - ）は、主に特撮テレビドラマ作品の元監督・元演出家。福島県喜多方市出身。
1966年、円谷プロ作品『ウルトラQ』にて助監督として関わり、キャリアをスタート。翌々年の1968年、同プロダクション制作作品である『戦え!マイティジャック』で監督デビュー。以降同プロダクションや東映制作の特撮テレビドラマを中心に活動を続けた。

## 来歴・人物

### 円谷プロ時代まで
特撮監督の佐川和夫とは大学の同期だったが、在学中は全く交流がなく、付き合いは円谷プロで仕事をするようになってからである。
大学卒業後にテアトルプロに入社。助監督として東宝や大映のテレビドラマに参加した。その後、テアトルプロのプロデューサーからの紹介で円谷プロダクションへ移籍し、『ウルトラQ』第6話「育てよ! カメ」から特撮に携わった。本編版と特撮班の両方を経験した後、満田かずほの計らいにより『戦え! マイティジャック』（1968年、円谷プロ・フジテレビ）第7話「来るなら来てみろ!」でテレビ映画初監督を務めた。映画監督デビューは『ジャンボーグA&ジャイアント』（1974年、円谷プロ）。
ウルトラシリーズでの監督デビュー作は、上原正三脚本の『帰ってきたウルトラマン』（1971年 - 72年）の第33話「怪獣使いと少年」であるが、同話数はその内容からTBSに「この作品は受け取れない」と断られ、リテイクを余儀なくされた。その後、同話の試写会にて不満を未練がましく溢したたため、プロデューサーの橋本洋二から窘められたという。この一件でウルトラシリーズから干されたことから、これ以降の2年弱は『ミラーマン』や『ジャンボーグA』など、制作にTBSが関与していない円谷プロ作品で監督業を継続、『ジャンボーグA』終了直後の1974年初頭からは特撮監督という形で『ウルトラマンタロウ』に参加。次作『ウルトラマンレオ』（1974年 - 1975年）でも引き続き特撮監督として参加しつつ、第5・6話では本編監督も担当。1974年末放送の第38・39話以降は再び本編監督専任となった。同作品の終了後も『プロレスの星 アステカイザー』、『恐竜大戦争アイゼンボーグ』、『恐竜戦隊コセイドン』など、ウルトラシリーズ以外の円谷プロ作品にも引き続き参加している。

### 東映時代
『ウルトラマン80』の終了によって監督業の職を失いかけた1981年に、円谷時代に知り合いだった矢島信男が、東映プロデューサーの吉川進に東條を紹介。これにより同年放送の『太陽戦隊サンバルカン』から東映作品に参加することとなった。同作品ではテレビシリーズだけでなく劇場版も演出し、東映出身者以外の監督に不満を覚える関係者もいたが、吉川が東映東京撮影所と距離を置こうとしたのだろうと、東條は推測している。翌年の『大戦隊ゴーグルファイブ』では、早くもメイン&パイロット監督を任される。
『サンバルカン』、『ゴーグルファイブ』以降も『超力戦隊オーレンジャー』まで、一部の例外を除きスーパー戦隊シリーズに参加。『大戦隊ゴーグルファイブ』、『科学戦隊ダイナマン』、『恐竜戦隊ジュウレンジャー』、『超力戦隊オーレンジャー』の4作品ではパイロット&メイン監督も務めた。同シリーズにおける演出本数215本（映画、Vシネマも含む）は、渡辺勝也に次ぐ第2位である。
スーパー戦隊シリーズ以外にも、『星雲仮面マシンマン』や「メタルヒーローシリーズ」の一部作品にて演出陣に名を連ねており、監督としての最後の参加作品も同シリーズの『ビーファイターカブト』（1996年 - 1997年）であった。監督業を引退後は、時折特撮関係のムックでインタビューに答えているほか、鈴木美潮プロデュースのイベントにもゲストとしてたびたび参加している。

### 演出上の特徴
テンポが速くスピーディーな演出が特徴。ジャパンアクションエンタープライズ所属の村上潤によると、東條と小西通雄はアクションシーンの編集が実に上手かったそうである。
円谷プロと東映とでは、カットの長さが一番の違いであると述べている。また前者ではキャラクターをリアルに描くことを重視しているのに対し、後者ではキャラクターを活かした作品作りを行っているのも違いであるとしている。円谷時代から東映の手法を研究しており、『ジャンボーグA』で『仮面ライダー』と同様のカット割りを取り入れようとしたが、手法の異なる円谷プロでは理解されなかったという。また研究しながらも、実際に東映作品に参加しやってみると苦労したことを、後年のインタビューにて述懐している。

### スタッフ・キャストの感想
東映特撮最強の鬼監督と呼ばれ、一切の妥協を許さない徹底した演技指導は極めて厳しいものがあり、演出の現場では激怒して時に灰皿を投げていたという。下記の証言からも窺えるように新人スタッフや新人役者には鬼軍曹と恐れられた反面、その特異なキャラクターを慕われることも多かった。
- 吉田真弓（『超新星フラッシュマン』に出演） - 常に自身の主演回担当だったこともあり、世話になった人物として挙げている。その一方で撮影中に千葉弁が出ると東條から千葉弁に対して注意があったが、内心では東條の方が訛っていると思っていたという[11]。
- 嶋大輔（『超獣戦隊ライブマン』に出演） - エキセントリックであり、厳しく怒鳴って共演者の西村和彦の天敵になっていたと証言している[12]。しかし本質はいい人で、俳優に対して演出に意見を求めるなどディスカッションをしており、俳優側からはとてもやりやすかったと述べている[12]。
- 佐藤健太（『高速戦隊ターボレンジャー』に出演） - 普段はとても温厚で、読売ジャイアンツが勝つと機嫌がよかったが、撮影になると子役にも容赦なく叱責していたと述べている[13]。またスケジュール管理はしっかりしていたと証言している[13]。
- 藤敏也（『地球戦隊ファイブマン』に出演） - 当初は敵を指差すなどの大げさな演技を苦手としていたが、子供が観る番組であるからそういった演技が必要であることを東條に厳しく指導され、その後は開き直って演技できるようになり[14]、後に新劇でシェイクスピアなどの古典作品を演じるときにも役立っていると述べている[14]。また子役にも大人と対等の厳しさで注文をつけていたが、撮影中のトラブルを後には引っ張らない、さっぱりとした人物であったと証言している[14]。
- 和田圭市（『五星戦隊ダイレンジャー』に出演） - 同作品ではレッドを明確なリーダーとはしていなかったが、東條はレッドやピンクがストーリーを引き締めていくという考えで、思い入れの強さが伝わってきたと述べている[15]。
- さとう珠緒（『超力戦隊オーレンジャー』に出演） - 普段は優しいが撮影になるとエキサイトしてメンバー全員が怒られていたといい、第13話ではタレント犬にも怒っていたと述べている[16]。
- 中里栄臣（『ビーファイターカブト』に出演） - 好きな監督に東條の名を挙げており、機材トラブルや撮影時間が押すなどのアクシデントが起きてもどっしりと落ち着いて頼りになる存在であったと語っている[17]。
- 高岩成二（スーツアクター） - 最も印象に残っている監督として挙げており、普段は優しいが演出になると子役にも厳しい、職人肌の人物であることを証言している[18]。
- 中川素州（スーツアクター） - 熱血スパルタ演出で有名と証言している[要出典]。
- 矢島信男（東映に東條を紹介した人物） - 「感情の起伏が激しい一面もあってね。それは八つ当たりとかではなくて、どうしてもイメージが形にならないことがあって、撮影が遅々として進まない時ですね。彼は非常に純粋な人でしたから。それがゆえの苦しみというのもあったかもしれないな」とコメントしている[19]。

## 主な作品

### テレビ
- 戦え!マイティジャック（1968年、円谷プロ・フジテレビ）
- チビラくん  （1970年 - 1971年、円谷プロ･ 日本テレビ）
- ウルトラシリーズ（円谷プロ・TBS）
  - 帰ってきたウルトラマン（1971年 - 1972年）
  - ウルトラマンタロウ（1973年 - 1974年）*特殊技術
  - ウルトラマンレオ（1974年 - 1975年）*特殊技術兼任
  - ウルトラマン80（1980年 - 1981年）
- ミラーマン（1971年、円谷プロ・フジテレビ）
- ジャンボーグA(1973年、円谷プロ・毎日放送）
- 少年探偵団 (BD7)（1975年、日本現代企画・日本テレビ）
- プロレスの星 アステカイザー（1976 - 1977年、NET・円谷プロ）
- 小さなスーパーマン ガンバロン（1977年、創映舎・日本テレビ）
- 恐竜大戦争アイゼンボーグ（1977年、円谷プロ・東京12チャンネル）
- 恐竜戦隊コセイドン（1978 - 1979年、円谷プロ・東京12チャンネル）
- メガロマン（1979年、東宝・フジテレビ）
- まんが猿飛佐助（1979 - 1980年、ナック・テレビ東京）[注釈 3]
- スーパー戦隊シリーズ（東映・テレビ朝日）
  - 太陽戦隊サンバルカン（1981 - 1982年）
  - 大戦隊ゴーグルファイブ（1982 - 1983年）
  - 科学戦隊ダイナマン（1983 - 1984年）
  - 超新星フラッシュマン（1986 - 1987年）
  - 光戦隊マスクマン（1987 - 1988年）
  - 超獣戦隊ライブマン（1988 - 1989年）
  - 高速戦隊ターボレンジャー（1989 - 1990年）
  - 地球戦隊ファイブマン（1990 - 1991年）
  - 鳥人戦隊ジェットマン（1991 - 1992年）
  - 恐竜戦隊ジュウレンジャー（1992 - 1993年）
  - 五星戦隊ダイレンジャー（1993 - 1994年）
  - 忍者戦隊カクレンジャー（1994 - 1995年）
  - 超力戦隊オーレンジャー（1995 - 1996年）
- 胸キュン探偵団（1983年、東映・TBS）
- 星雲仮面マシンマン（1984年、東映・日本テレビ）
- 兄弟拳バイクロッサー（1985年、東映・日本テレビ）
- メタルヒーローシリーズ（東映・テレビ朝日）
  - 巨獣特捜ジャスピオン（1985 - 1986年）
  - 特警ウインスペクター（1990 - 1991年）
  - ビーファイターカブト（1996 - 1997年）

#### 助監督
- 快獣ブースカ
- ウルトラマン
- ウルトラセブン
- マイティジャック[5]
- 戦え！マイティジャック[5]
- 帰ってきたウルトラマン
- 星から来た女

### 映画
- ジャンボーグA&ジャイアント（1974年、円谷プロ、チャイヨー・フィルム）
- ウルトラ6兄弟VS怪獣軍団（1974年、円谷プロ、チャイヨー・フィルム）
- 太陽戦隊サンバルカン（1981年、東映）
- 大戦隊ゴーグルファイブ（1982年、東映）
- 科学戦隊ダイナマン（1983年、東映）
- エリマキトカゲ一人旅（1985年、チャイヨー・フィルム）
- 超新星フラッシュマン 大逆転!タイタンボーイ!!（1986年、東映）*共同監督：山田稔[注釈 4]
- 五星戦隊ダイレンジャー（1993年、東映）
- 忍者戦隊カクレンジャー（1994年、東映）
- ゴジラ・レッドムーン・エラブス・ハーフン 怪獣番外地（未制作、東宝、円谷プロ）

### オリジナルビデオ
- 超力戦隊オーレンジャー オーレVSカクレンジャー（1996年、東映）

### カメオ出演
- 『帰ってきたウルトラマン』
  - 第13話「津波怪獣の恐怖・東京大ピンチ!」 - 冒頭で鉢巻をして踊る船員
  - 第43話「魔神月に吼える」 - 傍若無人な等身大グロテス星人
  - スーツアクターの遠矢孝信によれば、遠矢が『スペクトルマン』の撮影とかち合ったために不在だった時には、東条が代わりに怪獣（サドラなど）を演じたことがあった[20]。
- 『ミラーマン』第50話「地球最後の日」 - 御手洗博士の緊急会見を食堂のテレビを見て動揺する客の一人
- 『超新星フラッシュマン』第33話「パパは負けない！」 - 柔道大会の観客
- 『鳥人戦隊ジェットマン』第51話「はばたけ！鳥人よ」 - アコのマネージャー